# Since U Been Gone
Since U Been Gone ist die zweite in den USA veröffentlichte und die erste in Europa veröffentlichte Single aus dem Album Breakaway von Kelly Clarkson. Es war nach Because of You ihre bisher erfolgreichste Single. Clarkson gewann für sie einen Grammy.

## Informationen
Die Co-Writer und Co-Produzenten der Single waren Max Martin, der auch schon für Britney Spears und die Backstreet Boys gearbeitet hatte, und Dr. Luke.
Kelly Clarkson war nach ihrem Sieg in der Fernsehshow American Idol schon erfolgreich mit Singles wie „The Trouble With Love Is“, aber Kritiker prophezeiten ihr das Verschwinden in der Versenkung. Um das zu verhindern nahm sich Kelly Clarkson einen Anwalt und schaffte es, aus ihrem Vertrag auszusteigen.
Nach dem Wechsel ihrer Plattenfirma arbeitete sie an ihrem neuen Album, das im Vergleich zum Vorgänger rockiger wurde.
Seit September 2007 ist auf der MySpace-Seite der Post-Hardcore-Band A Day to Remember eine Coverversion zu hören.

## Preise
Der Song gewann 2006 einen Grammy in der Kategorie Best Female Pop Vocal Performance (dt.: Beste weibliche Pop-Gesangsdarbietung).

## Kommerzieller Erfolg

### Chartplatzierungen
„Since U Been Gone“ wurde in den USA im Dezember 2004 und in Deutschland im Juli 2005 veröffentlicht. Es war bis dahin der zweite große Hit von Kelly Clarkson nach A Moment Like This aus dem Jahr 2002 und einer der größten Hits des Jahres 2005. Der Titel blieb fast ein Jahr in den US-amerikanischen Charts.
Außerdem war Kelly Clarkson, während „Since U Been Gone“ in den US-amerikanischen Top Ten war, noch mit ihrer ersten Singleauskopplung „Breakaway“ und ihrer dritten Auskopplung „Behind These Hazel Eyes“ in den Top Ten vertreten.
| ChartsChartplatzierungen       | Höchstplatzierung | Wochen |
| ------------------------------ | ----------------- | ------ |
| Deutschland (GfK)              | 6 (19 Wo.)        | 19     |
| Österreich (Ö3)                | 3 (19 Wo.)        | 19     |
| Schweiz (IFPI)                 | 7 (21 Wo.)        | 21     |
| Vereinigte Staaten (Billboard) | 2 (46 Wo.)        | 46     |
| Vereinigtes Königreich (OCC)   | 5 (41 Wo.)        | 41     |

| ChartsJahrescharts (2005)      | Platzierung |
| ------------------------------ | ----------- |
| Deutschland (GfK)              | 63          |
| Österreich (Ö3)                | 42          |
| Schweiz (IFPI)                 | 59          |
| Vereinigte Staaten (Billboard) | 4           |
| Vereinigtes Königreich (OCC)   | 30          |

| ChartsJahrescharts (2000–2009) | Platzierung |
| ------------------------------ | ----------- |
| Vereinigte Staaten (Billboard) | 47          |

### Auszeichnungen für Musikverkäufe
| Land/Region                  | Auszeichnungen für Musikverkäufe (Land/Region, Auszeichnung, Verkäufe) | Verkäufe  |
| ---------------------------- | ---------------------------------------------------------------------- | --------- |
| Australien (ARIA)            | Platin                                                                 | 70.000    |
| Dänemark (IFPI)              | Gold                                                                   | 45.000    |
| Deutschland (BVMI)           | Gold                                                                   | 150.000   |
| Kanada (MC)                  | Platin                                                                 | 20.000    |
| Neuseeland (RMNZ)            | 3× Platin                                                              | 90.000    |
| Norwegen (IFPI)              | Gold                                                                   | 20.000    |
| Vereinigte Staaten (RIAA)    | Platin (Single) · + Gold (Mastertone)                                  | 2.973.000 |
| Vereinigtes Königreich (BPI) | 2× Platin                                                              | 1.200.000 |
| Insgesamt                    | 4× Gold · 8× Platin ·                                                  | 4.568.000 |

Hauptartikel: Kelly Clarkson/Auszeichnungen für Musikverkäufe

## Musikvideo
Das Musikvideo der Single Since U Been Gone ist recht simpel und orientiert sich am Thema des Liedes. Kelly Clarkson befindet sich im Apartment ihres Ex-Freundes und richtet dort Chaos an. Im Video sind auch Szenen eines Auftrittes mit ihrer Band enthalten. Der Clip endet damit, dass Kelly Clarkson das Apartment verlässt, kurz bevor ihr Ex und seine neue Freundin nach Hause kommen und von dem Durcheinander total geschockt sind.
Das Video war sehr erfolgreich und Kelly Clarkson gewann mit ihm die MTV Video Music Awards in den Kategorien Best Female Video (dt.: Bestes Video einer weiblichen Künstlerin) und Best Pop Video (dt.: Bestes Pop-Video), noch vor Künstlerinnen wie Mariah Carey mit We Belong Together oder Gwen Stefani mit Hollaback Girl.